# Adalab
Adalab es una escuela tecnológica española con impacto social que tiene por objetivo reducir la brecha de género en el sector tech. Para ello, imparte bootcamps específicamente para mujeres de Programación Web y Análisis de Datos y reciben apoyo para conseguir su primer empleo, aportando diversidad al sector tecnológico. Desde el 2016, más de 600 mujeres se han formado en Adalab con un ratio de inserción global del 90%.

## Historia
La idea de Adalab surgió en 2015, para crear una empresa social que ayudase a reducir el desempleo, centrándose en un sector con altas tasas de crecimiento como es el tecnológico. En él se daba una paradoja: las empresas tenían dificultades para cubrir los perfiles relacionados con la tecnología, y por otro lado existían muchas personas que necesitaban un empleo pero que habían estudiado carreras con pocas salidas profesionales. Y, entre todo ello, la brecha de género. En España, solo dos de cada diez especialistas en TIC son mujeres en España.
La escuela tecnológica Adalab abrió sus puertas en Madrid en 2016, con un bootcamp de Programación Web en formato presencial. La primera promoción tuvo el nombre de promo Ada, en honor a Ada Lovelace, la primera programadora de la historia.
En 2017, la Fundación Telefónica decidió apoyar la diversidad en el sector tech con un programa de becas para las alumnas de la segunda promoción de Adalab, la promo Borg, que recibió su nombre por Anita Borg. 
Ese mismo año la siguiente promoción, la promo Clarke, en honor a Joan Clarke, recibió el apoyo de la Fundación Ecare, con un programa de becas para cofinanciar el coste del bootcamp. Dicho programa de becas se extendió a las siguientes promociones hasta 2020, cuando la Fundación Ecare renovó su compromiso con Adalab a través de un fondo para alumnas con dificultades económicas.
En 2020, la escuela decidió dar el salto a la formación 100% en Internet y en directo, con la idea de preparar mejor a sus alumnas para trabajar en un sector donde el trabajo en remoto o semipresencial es habitual.
Tras más de 6 años de experiencia, la escuela tecnológica decidió ampliar su oferta formativa, creando un nuevo bootcamp Data Analytics, una profesión con una alta demanda en España y en Europa. Este fue el primer bootcamp de análisis de datos en España centrado exclusivamente en mujeres.

## Reconocimientos
- Ganadoras Segunda Edición de FontVella Eres Impulso 2016[13]- Reconocimiento dado a emprendedoras sociales, atentas a las necesidades de las personas y colectivos de su entorno, y con soluciones innovadoras y de valor que generen un impacto positivo de forma duradera.
- Ganadoras B-Challenge 2016 - Reconocimiento otorgado por el programa de innovación de Fundación Ship2B junto a Fundación Banco Sabadell,[14] para impulsar proyectos de ocupación y empleabilidad.
- CVC Young Innovator Awards 2016 - Reconocimiento otorgado por CVC Capital Partners y Fundación Tomillo, dirigido a jóvenes emprendedores que tengan un proyecto innovador con foco social.[15]
- I Premio Women in Mobile 2018 - Este premio otorgado por la iniciativa Women in Mobile[16] da reconocimiento a iniciativas lideradas por mujeres y que fortalecen el papel de la mujer en el campo de la ciencia y la tecnología.
- Las otras 100 mayores fortunas de España - Rosario Ortiz e Inés Vázquez, fundadoras de Adalab, recibiron el reconocimiento por parte de la revista Forbes,[17] una lista en la que destacan personas que un día decidieron pensar y actuar para mejorar la vida de otros.